# Chorão Skate Park
Chorão Skate Park foi uma pista de skate indoor do Brasil. Ficava localizada na Vila Mathias em Santos, litoral do estado de São Paulo, carregando o nome artístico de Chorão, finado vocalista da banda Charlie Brown Jr., para promover o local.

## Histórico
Em 2004 a pista foi aberta ao público mas só no dia 6 de novembro de 2005 que houve a inauguração. A festa de abertura foi realizada com shows da A Filial, Parte Um, Dead Fish e Charlie Brown Jr. Muitos fãs do Charlie Brown de várias partes do Brasil compareceram na inauguração e puderam assistir ao vivo aos shows e a uma sessão de skate com representantes do esporte.
Sediou algumas etapas do Circuito Brasileiro de Freestyle e do Campeonato Mundial de Skateboard Freestyle do Brasil em 27 de outubro de 2008. Ocorreram algumas apresentações da banda Charlie Brown Jr, também.

### Fechamento
Como o terreno onde o Chorão Skate Park se situava era alugado, após a morte do cantor Chorão, seu irmão não conseguiu arcar com todas as despesas do local que acabou sendo devolvida para o proprietário que o vendeu para uma concessionária.
Várias ações para tentar impedir a demolição foram promovidas pelo cantor Tico Santa Cruz, que através das redes sociais ganhou o apoio mútuo de seus fãs e dos fãs de Charlie Brown Jr. conseguindo fazer um abaixo-assinado e entregando pra proprietária, tentando convencer o prefeito de tornar o local do skate park em uma área de lazer pública. Até conseguiu arrecadar dinheiro para arcar com as despesas com a ajuda de famosos. Porém por complicações, não conseguiu fechar um acordo com a proprietária.
O Chorão Skate Park funcionou até o vencimento do contrato, em setembro de 2013, e foi demolido em janeiro do ano seguinte.

## Games
- Game Chorão Skate Park[7]